# Признаци за делимост
Признак на делимост е правило, което позволява бързо да се определи дали дадено число се дели на друго, без да се извършва деление. Обикновено се основава на математически действия с част от цифрите на делимото.

## Признаци за делимост

### Основни
- на 2 – ако числото е четно (последна цифра 0, 2, 4, 6 или 8)
- на 3 – ако сборът на цифрите на даденото число се дели на 3.
- на 4 – ако числото, образувано от последните две цифри, се дели на 4.
- на 5 – ако числото завършва на 5 или 0.
- на 7 – ако числото, образувано при изваждането на удвоената последна цифра от числото, получено от останалите цифри, се дели на 7 или е 0.
- на 8 – ако числото, образувано от последните три цифри, се дели на 8.
- на 9 – ако сборът на цифрите на даденото число се дели на 9.
- на 10 – ако последната цифра на даденото число е 0.
- на 11 – ако разликата от сборовете на цифрите на четни и нечетни позиции се дели на 11.
- на 13 – ако сборът на последната цифра на даденото число, умножена с 4, и числото, образувано от останалите цифри, се дели на 13.
- на 16 – ако числото, образувано от последните четири цифри, се дели на 16.
- на 17 – ако разликата на последната цифра, умножена по 5, и числото, образувано от останалите цифри, се дели на 17.
- на 19 – ако сборът на последната цифра на даденото число, умножена по 2, и числото, образувано от останалите цифри, се дели на 19.
- на 20 – ако числото, образувано от последните две цифри, се дели на 20.
- на 23 – ако сборът на последната цифра на даденото число, умножена по 7, и числото, образувано от останалите цифри, се дели на 23.
- на 25 – ако последните две цифри на даденото число се делят на 25.
- на 27 – ако разликата на последната цифра, умножена по 8, и числото, образувано от останалите цифри, се дели на 27, или другият вариант е да се раздели числото на групи по 3 цифри, като се започне отзад напред (в най-лявата група може да има една или две цифри) и се намира сумата на тези групи. Ако тази сума се дели на 27, то и самото число се дели на 27. Например: 398736, групите са 398 и 736, сборът им е 1134, ако е необходимо, го разделяме пак този сбор на групи (1 и 134), получава се 135, 135 се дели на 27, значи и 398736 се дели на 27.
- на 29 – ако сборът на последната цифра на даденото число, умножена по 3, и числото, образувано от останалите цифри, се дели на 29.
- на 31 – ако разликата на последната цифра, умножена по 3, и числото, образувано от останалите цифри, се дели на 31.
- на 32 – ако числото, образувано от последните пет цифри, се дели на 32.
- на 37 – ако разликата на последната цифра, умножена по 11, и числото, образувано от останалите цифри, се дели на 37.
- на 40 – ако числото, образувано от последните три цифри, се дели на 40.
- на 41 – ако разликата на последната цифра, умножена по 4, и числото, образувано от останалите цифри, се дели на 41.
- на 43 – ако сборът на последната цифра на даденото число, умножена по 13, и числото, образувано от останалите цифри, се дели на 43.
- на 47 – ако разликата на последната цифра, умножена по 14, и числото, образувано от останалите цифри, се дели на 47.
- на 49 – ако сборът на последната цифра на даденото число, умножена по 5, и числото, образувано от останалите цифри, се дели на 49.
- на 50 – ако последните две цифри на даденото число се делят на 50.
- на 99 – числото се разделя на групи по 2 цифри, като се започне отзад напред (в най-лявата група може да има една цифра) и се намира сумата на тези групи. Ако тази сума се дели на 99, то и самото число се дели на 99. Например: 891, групите са 8 и 91, сборът им е 99, 99 се дели на 99, значи и 891 се дели на 99. Други примери: 8019 (80+19=99), 7326 (73+26=99), 12573 (1+25+73=99) също се делят на 99.
- на 100 – ако числото завършва на две нули.
- на 101 – числото се разделя на групи по 2 цифри, като се започне отзад напред (в най-лявата група може да има една цифра) и се намира разликата на групите на четни места и тези със нечетни места. Пример: 17776 (1 77 76), значи ще стане 77 - (1+76) = 0
- на 125 – ако последните три цифри на даденото число се делят на 125.
- на 250 – ако последните три цифри на даденото число се делят на 250.
- на 500 – ако последните три цифри на даденото число се делят на 500.
- на 999 – числото се разделя на групи по 3 цифри, като се започне отзад напред (в най-лявата група може да има една цифра) и се намира сумата на тези групи. Ако тази сума се дели на 999, то и самото число се дели на 999. Например: 8991, групите са 8 и 991, сборът им е 999, 999 се дели на 999, значи и 8991 се дели на 999.
- на 1000 – ако числото завършва на три нули.
- на 2n – ако числото, образувано от последните му n цифри, се дели на 2n.
- на 5n – ако числото, образувано от последните му n цифри, се дели на 5n.
- на 10n – ако последните му n цифри са нули.

### Производни на тях признаци за делимост
- на 6 – ако числото се дели и на 2, и на 3.
- на 12 – ако числото се дели и на 3, и на 4.
- на 14 – ако числото се дели и на 2, и на 7.
- на 15 – ако числото се дели и на 3, и на 5.
- на 18 – ако числото се дели и на 2, и на 9.
- на 21 – ако числото се дели и на 3, и на 7.
- на 22 – ако числото се дели и на 2, и на 11.
- на 24 – ако числото се дели и на 3, и на 8.
- на 26 – ако числото се дели и на 2, и на 13.
- на 28 – ако числото се дели и на 4, и на 7.
- на 30 – ако числото се дели и на 3, и на 10.
- на 33 – ако числото се дели и на 3, и на 11.
- на 34 – ако числото се дели и на 2, и на 17.
- на 35 – ако числото се дели и на 5, и на 7.
- на 36 – ако числото се дели и на 4, и на 9.
- на 38 – ако числото се дели и на 2, и на 19.
- на 39 – ако числото се дели и на 3, и на 13.
- на 40 – ако числото се дели и на 5, и на 8.
- на 42 – ако числото се дели и на 6 (т.е. на 2 и на 3), и на 7.
- на 44 – ако числото се дели и на 4, и на 11.
- на 45 – ако числото се дели и на 5, и на 9.
- на 46 – ако числото се дели и на 2, и на 23.
- на 48 – ако числото се дели и на 3, и на 16.
- на 99 – ако числото се дели и на 9, и на 11.
- на 130 – ако числото се дели и на 10, и на 13.
- на 198 – ако числото се дели и на 2, и на 99 (т.е. на 9 и на 11).
- на 210 – ако числото се дели и на 10 (т.е. на 2 и на 5), и на 21 (т.е. на 3 и на 7).
- на 1001 – ако числото се дели и на 7, и на 11, и на 13.